# 賭事女王
賭事女王〜GAMBLE QUEEN〜（ギャンブルクイーン）は、1999年10月11日から2000年3月27日までフジテレビで放送されていたテレビドラマ。

## 内容
- 毎週主人公の4姉妹が、悪といろいろなゲームなどで対戦するストーリー。4姉妹が敗れた場合には色々と恥ずかしい罰ゲームなどが待っていた、深夜ならではのドラマでゴールデンでは放送できない内容なども色々あった。

## 出演者
- 高倉紫乃（長女） - 園原佑紀乃
- 高倉藍（次女） - 木内晶子
- 高倉桃（三女） - 内藤陽子
- 高倉朱々（四女） - 一戸奈未
- 高倉賢（父親） - 石丸謙二郎
- 高倉茜（母親） - 奈美悦子
- 万田一馬 - 天野浩成
- 猪熊伍郎 - 横山あきお
- サミー - 稲宮誠
- トオル - 久永輝明
- ケイコ - 浅川稚広
- 組長 - 谷村好一
- 瑠璃 - 浜丘麻矢
- ゼロ - 渡辺健

### ゲスト出演者
- 雀鬼ファウスト - 萩原流行（1話〜4話）
- 雀 - 岡元あつこ（1話〜4話）
- デュオ - 川端竜太（5話〜6話）
- 氷室加奈 - 秋本奈緒美（5話〜6話）
- ジョーカー - 岡本夏生（7話〜8話）
- ポチ - 日村勇紀（7話〜8話）
- ジャンケンシスターズ ダイヤ - 桜庭あつこ（9話）
- ジャンケンシスターズ チョキッチョリーナ - 若菜瀬奈（9話）
- ジャンケンシスターズ バージ - 田邊智恵（9話）
- エメラルド - 竹井みどり（10話）
- トオルの彼女 - 中俣玲奈（10話）
- 鬼麿 - 加藤善博（11話）
- サラ - 大西結花（12話〜13話）
- 青竜 - 木下ほうか（12話〜13話）
- ジョージ - 東幹久（14話〜15話）
- フローラ - かとうれいこ（16話）
- 吉田若菜（18話〜20話）
- シャカ、北川弘美、小池栄子、佐藤江梨子、仲根かすみ、水川あさみ（Valentine Special）

## 主題歌
「BE WITH YOUR LOVE」The gardens

## スペシャル
- 1999年12月20日 - 年末スペシャル
- 2000年2月14日 - バレンタインスペシャル：美少女Hの出演者との企画や、撮影の裏話などの内容のバラエティ番組。
- 2000年3月20日 - 最終回直前スペシャル：撮影の裏話などのスペシャル版。

| フジテレビ 月曜25:15〜25:45   | フジテレビ 月曜25:15〜25:45 | フジテレビ 月曜25:15〜25:45                             |
| 前番組                        | 番組名                      | 次番組                                                  |
| ----------------------------- | --------------------------- | ------------------------------------------------------- |
| 美少女Hシリーズ ※25:10〜25:40 | 賭事女王〜GAMBLE QUEEN〜    | ※ドラマ枠は火曜26:25枠に移動し 「らぶ・ちゃっと」を放送 |